# Mistrzostwa Świata w Piłce Ręcznej Kobiet 1965
III mistrzostwa świata w piłce ręcznej kobiet rozegrano w RFN. W turnieju żadnej porażki nie doznała drużyna Węgier i 13 listopada 1965 r. zdobyła tytuł mistrzowski.

## Runda główna

### Grupa A

#### Mecze
| Jugosławia | 11:6 | Dania   |
| RFN        | 15:7 | Japonia |
| Dania      | 10:9 | Japonia |
| Jugosławia | 8:4  | RFN     |
| RFN        | 7:5  | Dania   |
| Jugosławia | 9:5  | Japonia |

#### Tabela
| Poz | Kraj       | Pkt | BZ | BS | BB  |
| --- | ---------- | --- | -- | -- | --- |
| 1   | Jugosławia | 6   | 28 | 15 | +13 |
| 2   | RFN        | 4   | 26 | 20 | +6  |
| 3   | Dania      | 2   | 21 | 27 | -6  |
| 4   | Japonia    | 0   | 21 | 34 | -13 |

### Grupa B

#### Mecze
| Rumunia        | 4:4  | Polska         |
| Węgry          | 7:4  | Czechosłowacja |
| Węgry          | 9:6  | Rumunia        |
| Czechosłowacja | 15:7 | Polska         |
| Rumunia        | 8:8  | Czechosłowacja |
| Węgry          | 15:5 | Polska         |

#### Tabela
| Poz | Kraj           | Pkt | BZ | BS | BB  |
| --- | -------------- | --- | -- | -- | --- |
| 1   | Węgry          | 6   | 31 | 15 | +16 |
| 2   | Czechosłowacja | 3   | 27 | 22 | +5  |
| 3   | Rumunia        | 2   | 18 | 21 | -3  |
| 4   | Polska         | 1   | 16 | 34 | -18 |

## Mecze finałowe

### Mecz o 7. miejsce
| Japonia | 6:5 | Polska |

### Mecz o 5. miejsce
| Dania | 10:9 | Rumunia |

### Mecz o 3. miejsce
| RFN | 11:10 | Czechosłowacja |

### Finał
| Węgry | 5:3 | Jugosławia |